# Аттнанг-Пухгайм
Аттнанг-Пухгайм (нім. Attnang-Puchheim) — австрійське місто в окрузі Фьоклабрук (нім. Bezirk Vöcklabruck), земля Верхня Австрія. Місто знаходиться на перехресті залізничного сполучення Відень — Зальцбург (Західна Залізниця) з залізницею Зальцкаммерґутбан. В місті налічується 8842 мешканці (1 січня 2016). Площа міста становить 12,32 км². Поблизу міста Аттнанг-Пухгайм річка Аурах впадає до річки Аґер.

#### Географія
Аттнанг-Пухгайм лежить на висоті 416 м. в чверті Гаусрукфіртель. Місто займає простір з півночі на південь 4,8 км, та з заходу на схід 4,1 км. Площа міста складає 12,32 км². 38,7% площі міста являє собою лісовий масив а 36,3% площі міста є сільськогосподарського призначення.

## Галерея

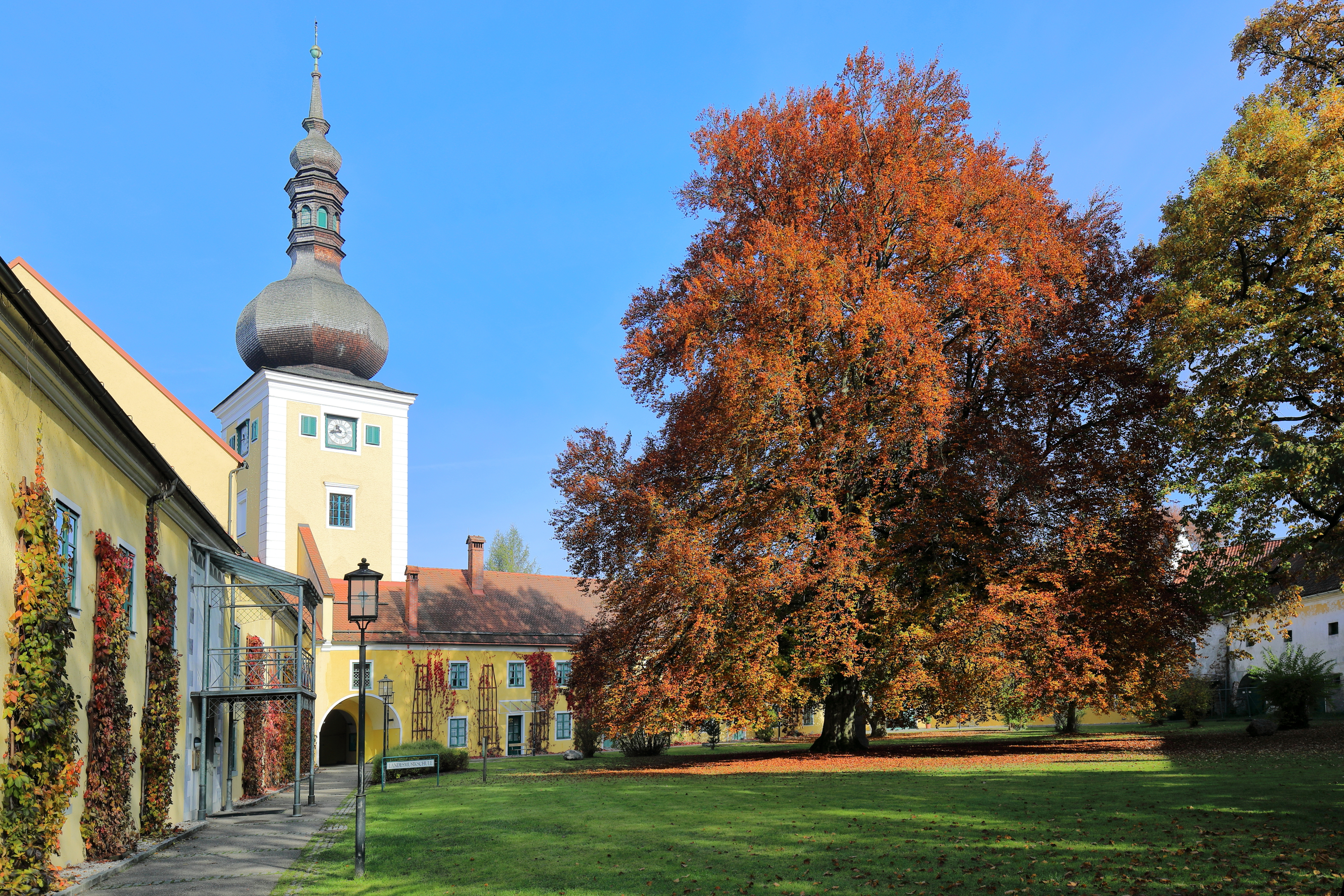
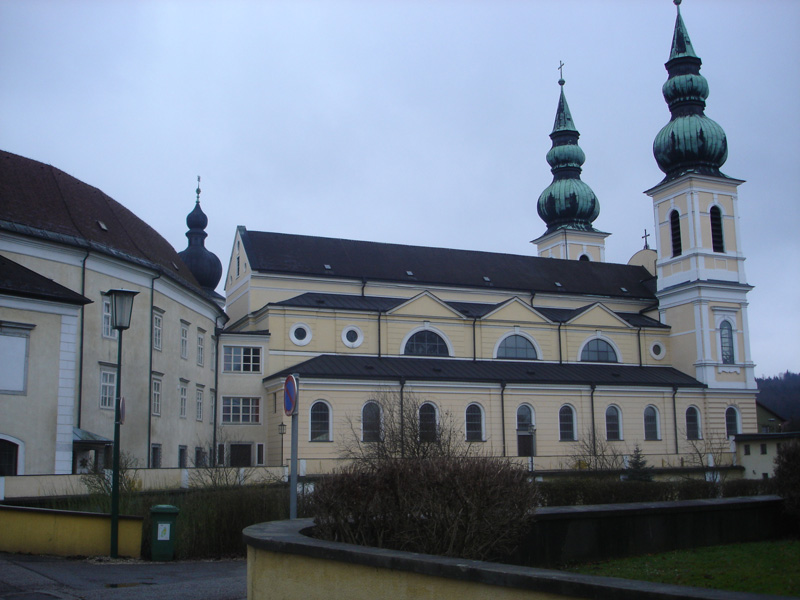
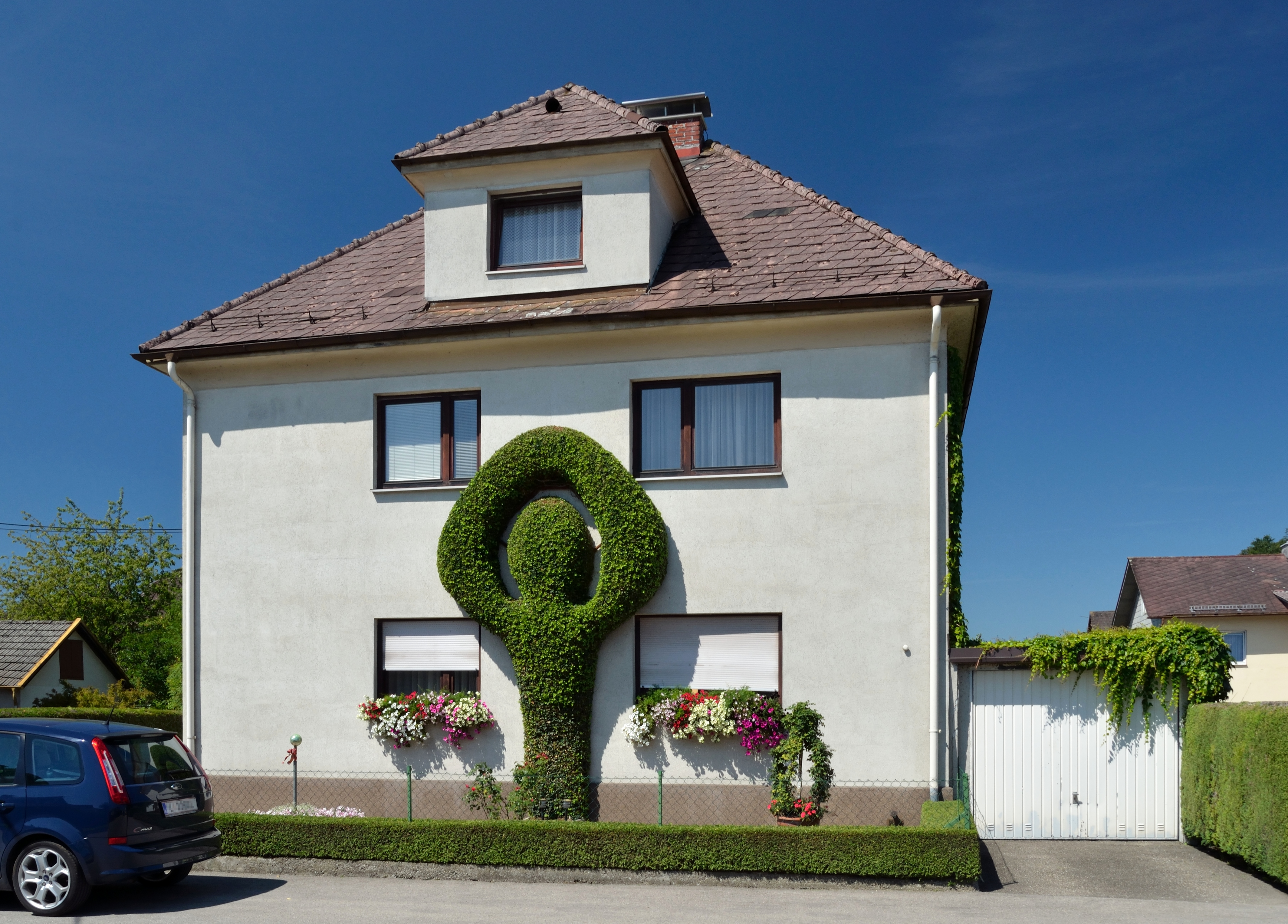
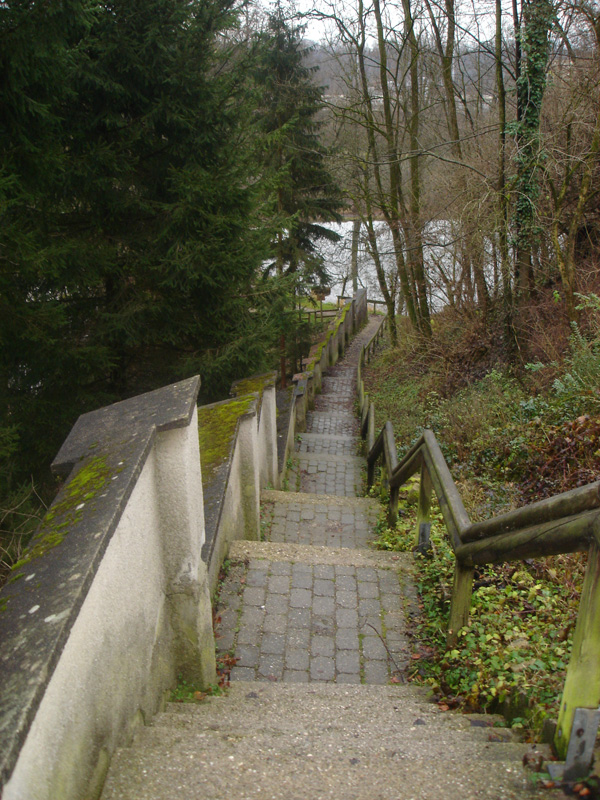
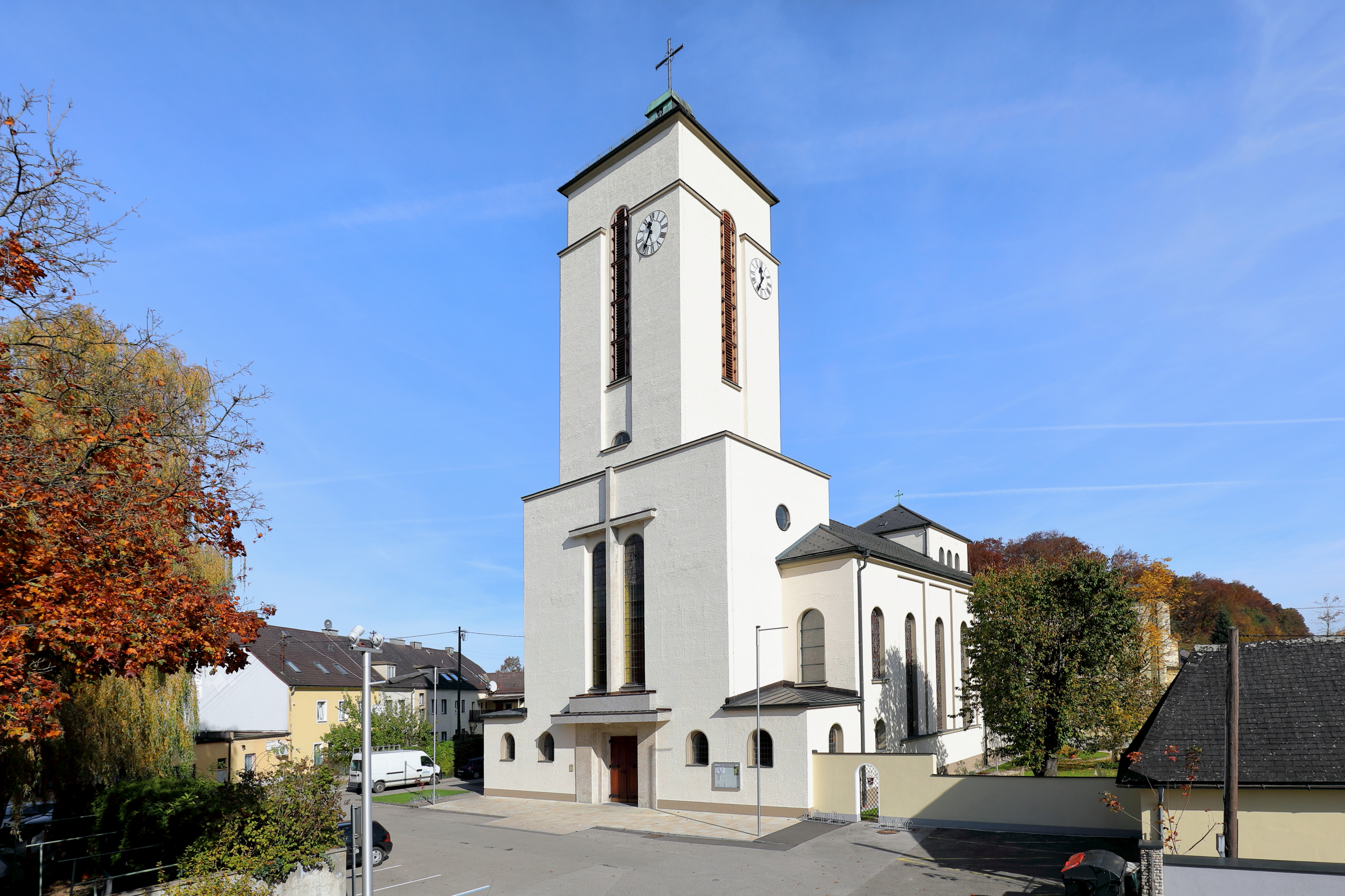
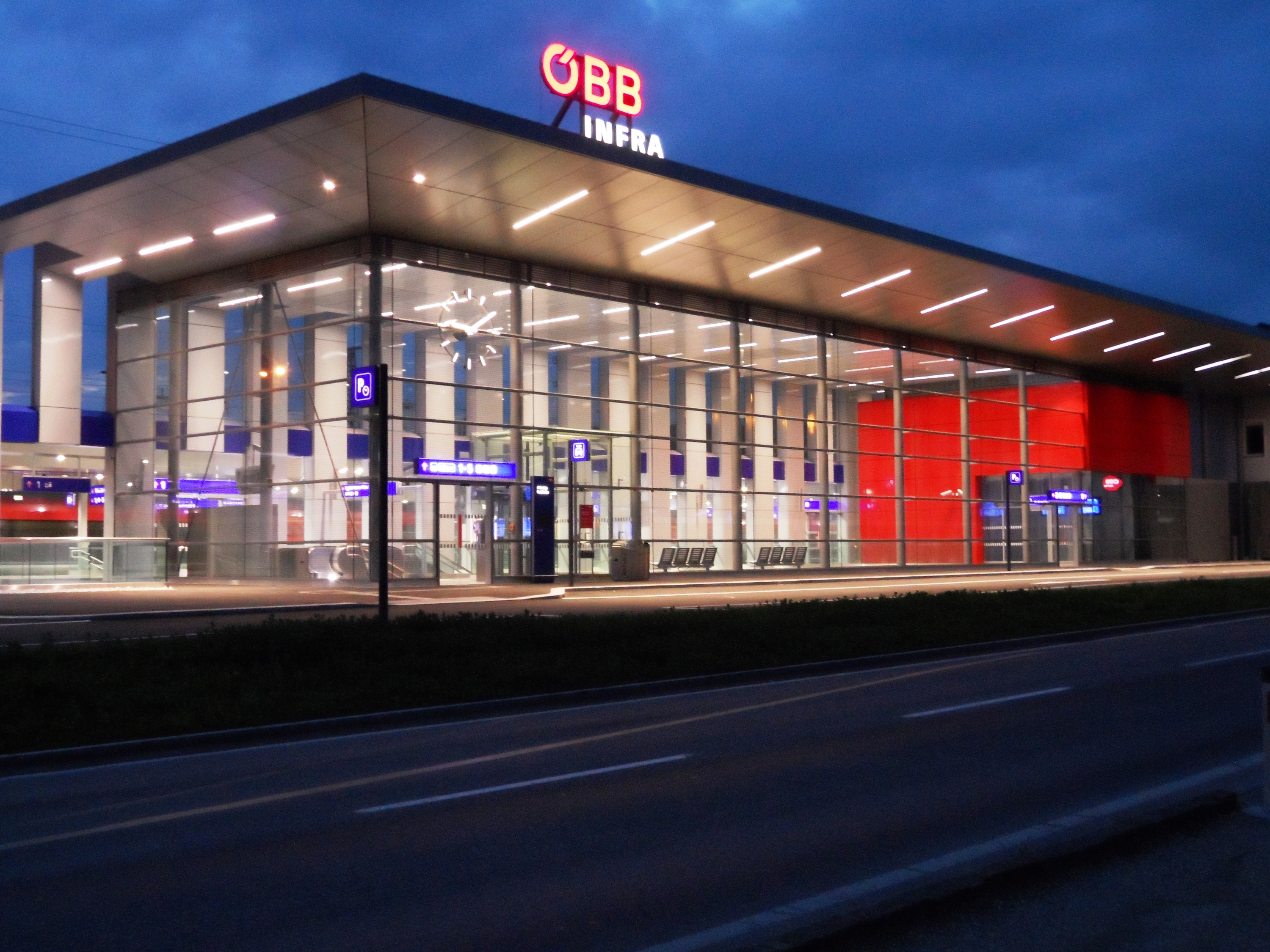
Залізничний вокзал
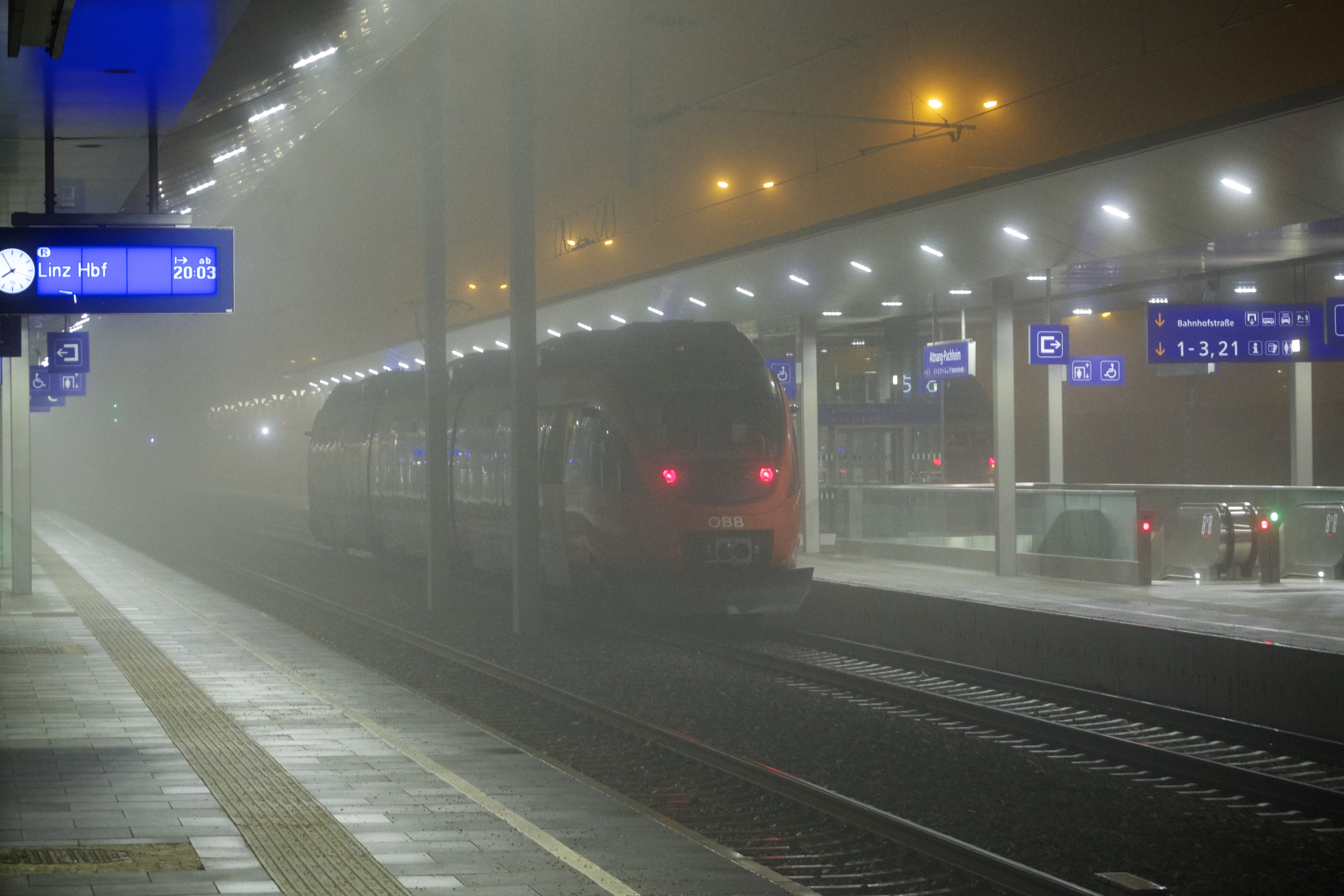
Залізничний вокзал, західна залізниця.
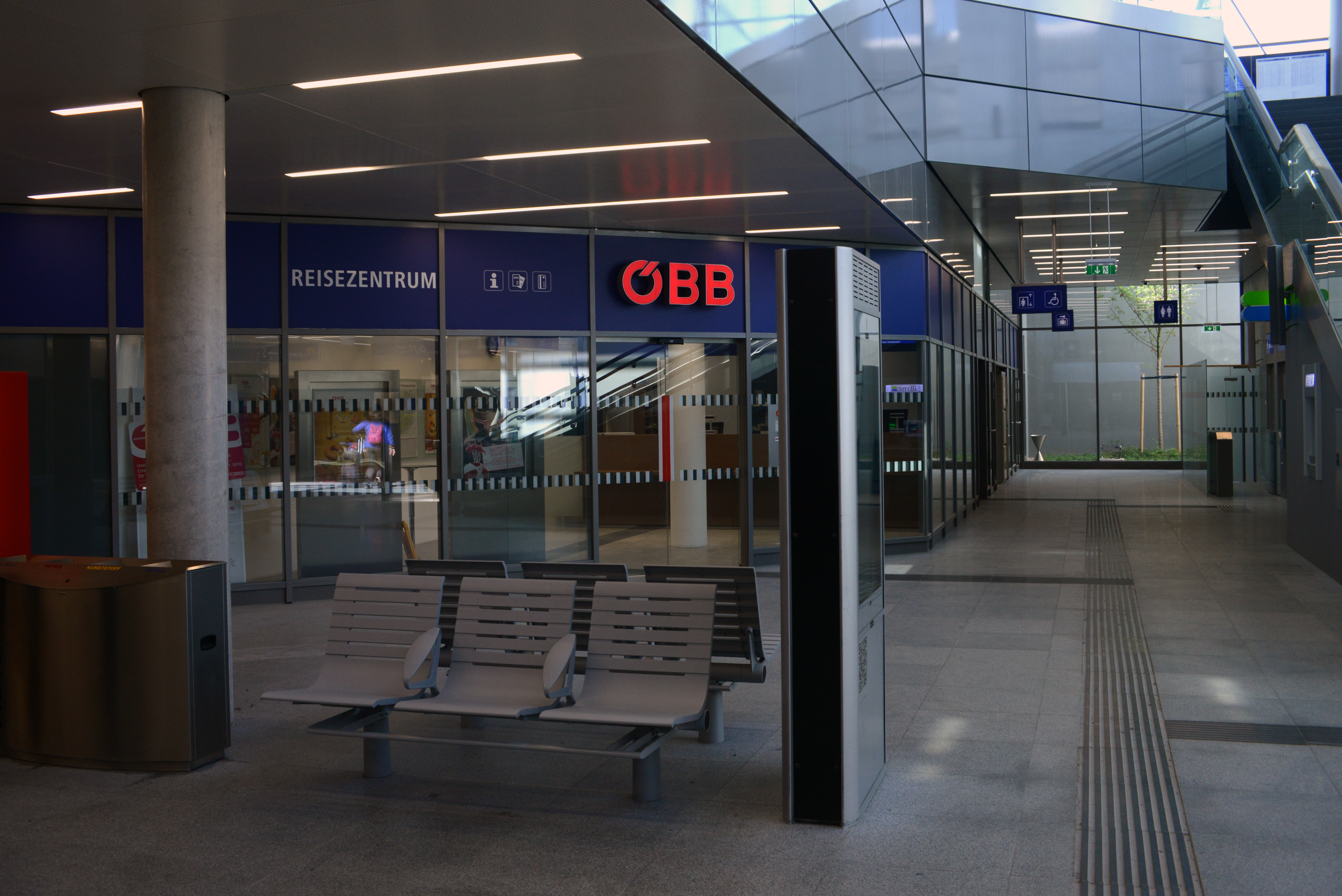
Залізничний вокзал всередині
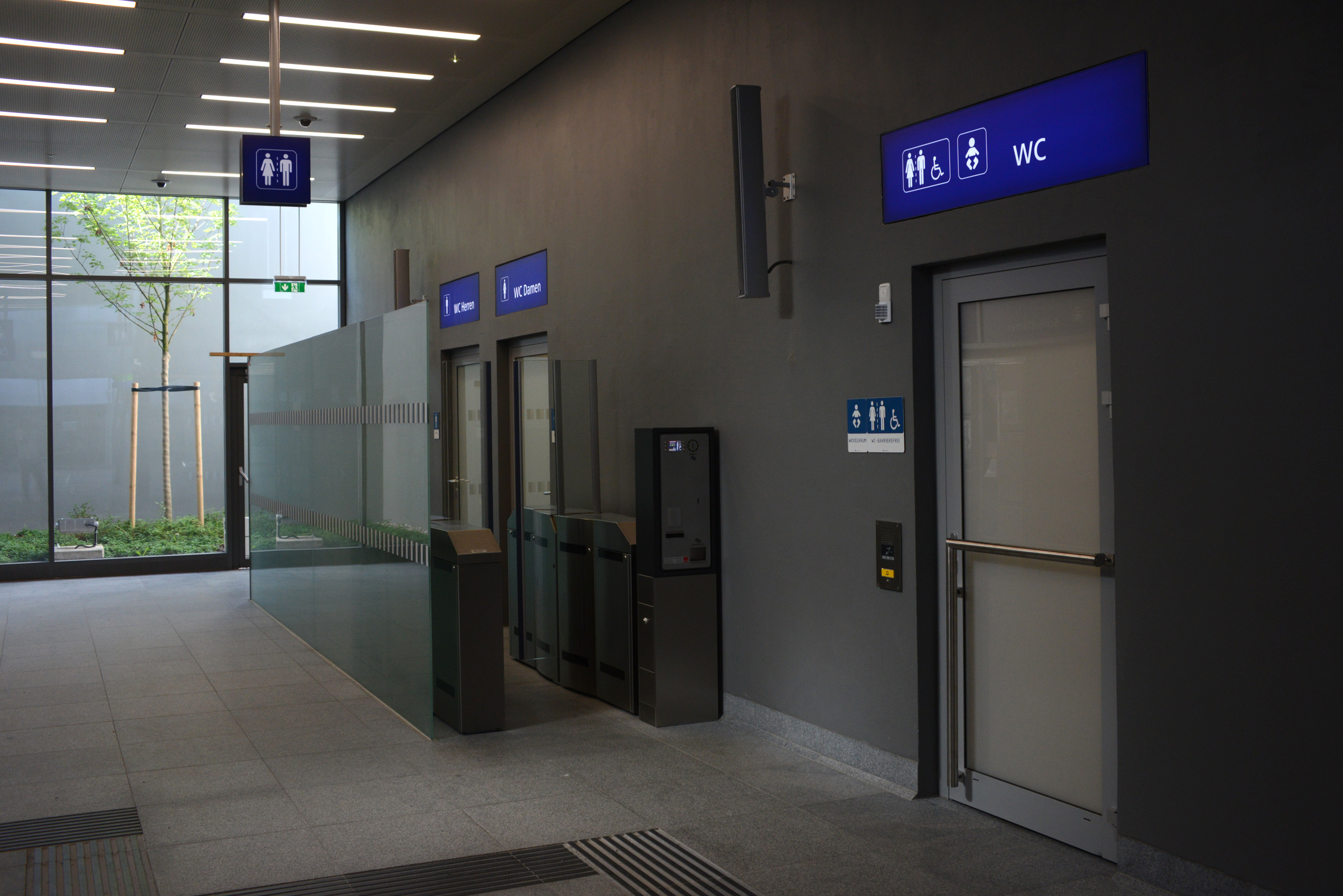
WC у вокзальному приміщенні
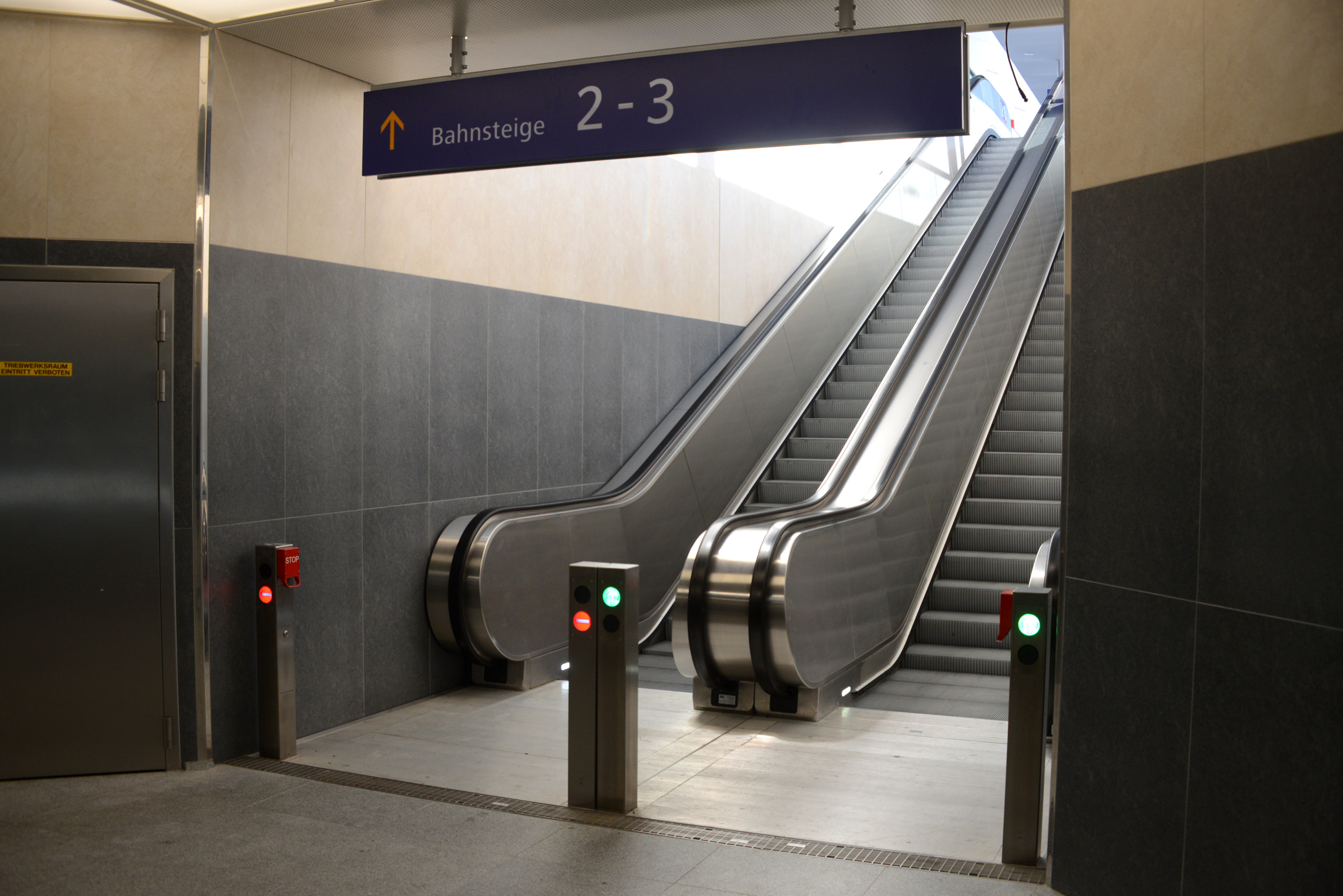
Підйом на 2 та 3 платформу та спуск з них.
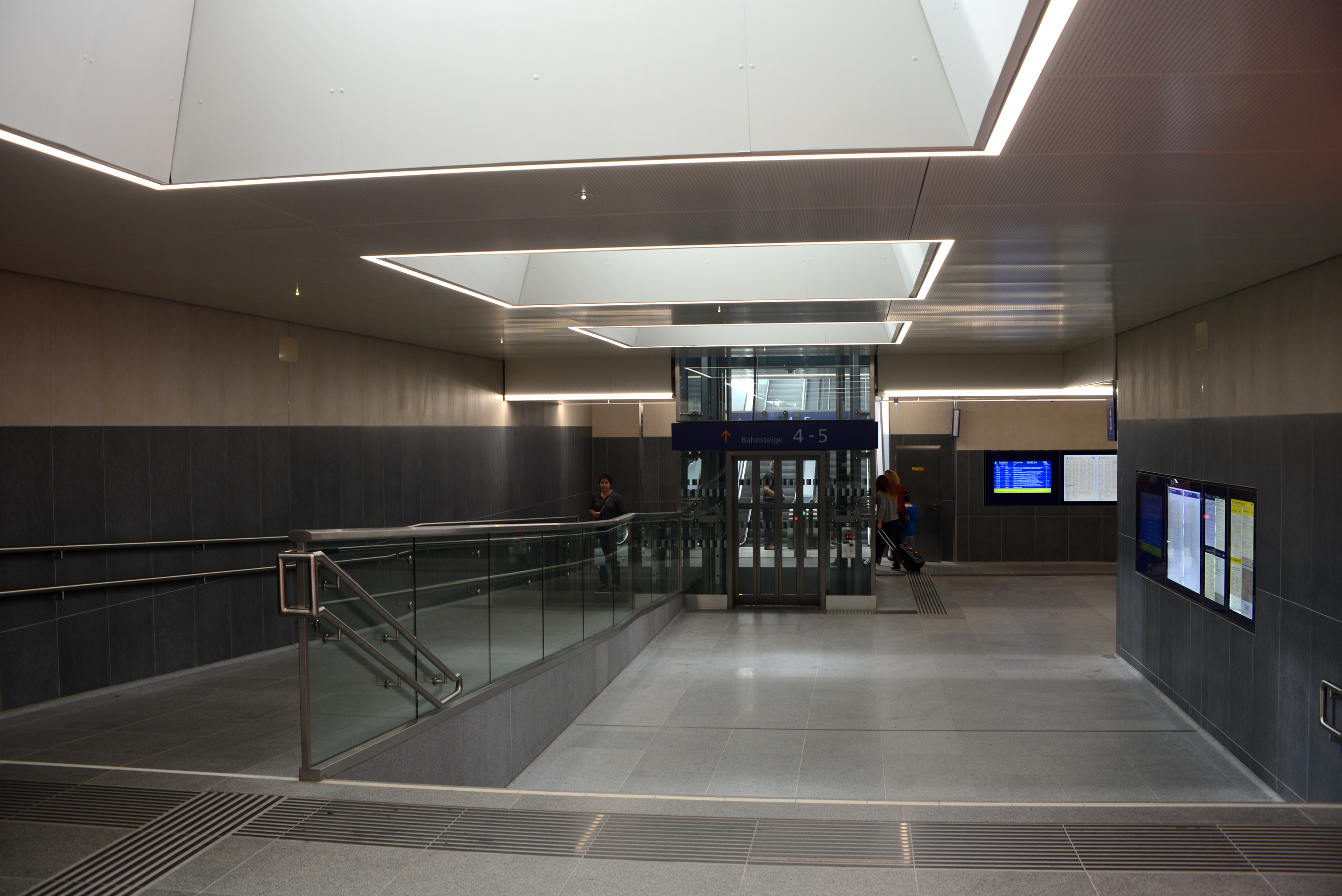
Ліфт для підйому на платформу людей з фізичними вадами (інвалідністю рухового апарату), дітей та людей похилого віку і т.д..
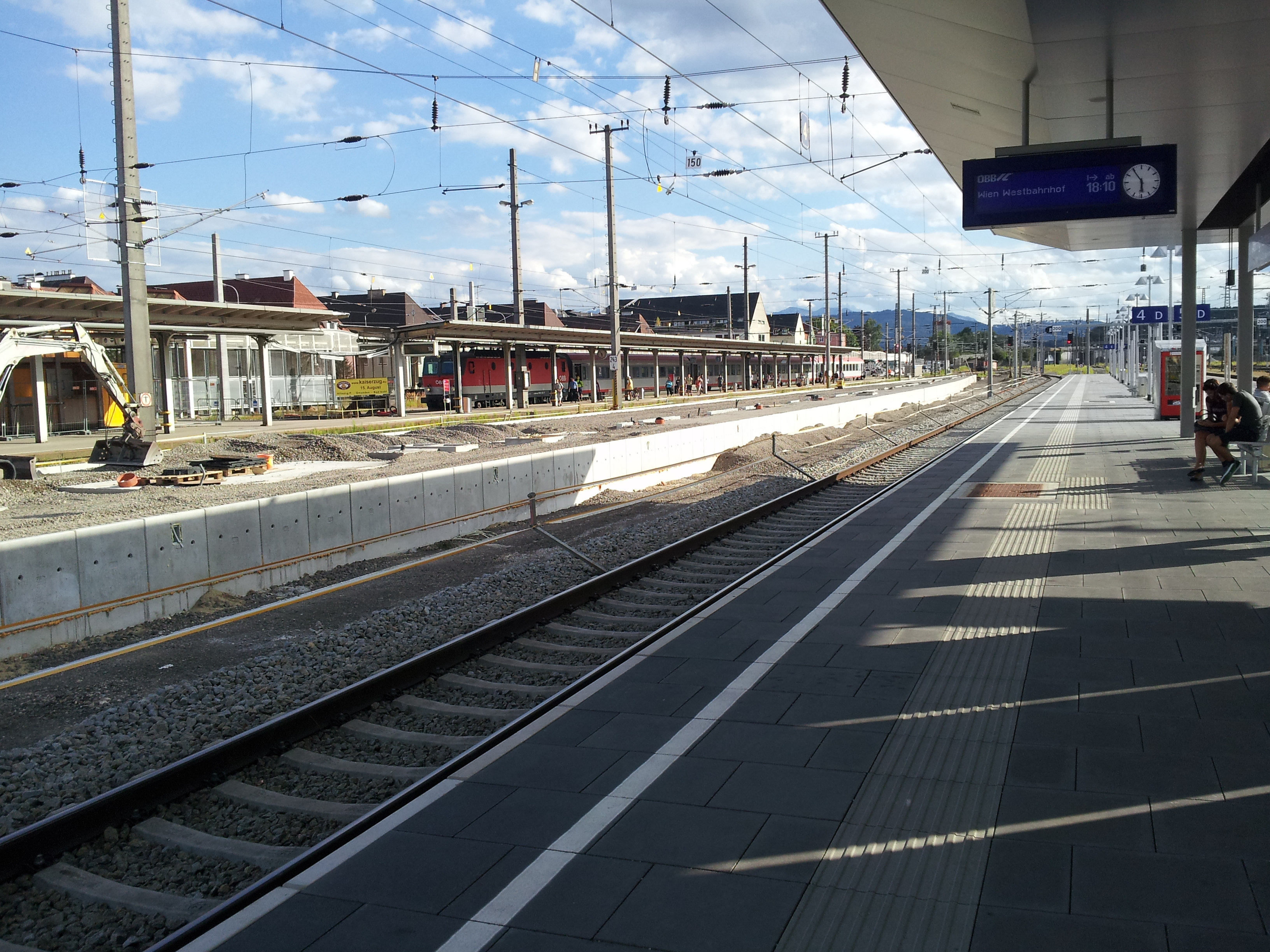
Реконструкція вокзалу у 2013